# 青秀区
青秀区（せいしゅう-く）は中華人民共和国広西チワン族自治区南寧市に位置する市轄区。

## 行政区画
- 街道:新竹街道、中山街道、建政街道、南湖街道、津頭街道
- 鎮:劉圩鎮、南陽鎮、伶俐鎮、長塘鎮